# James Wiseman

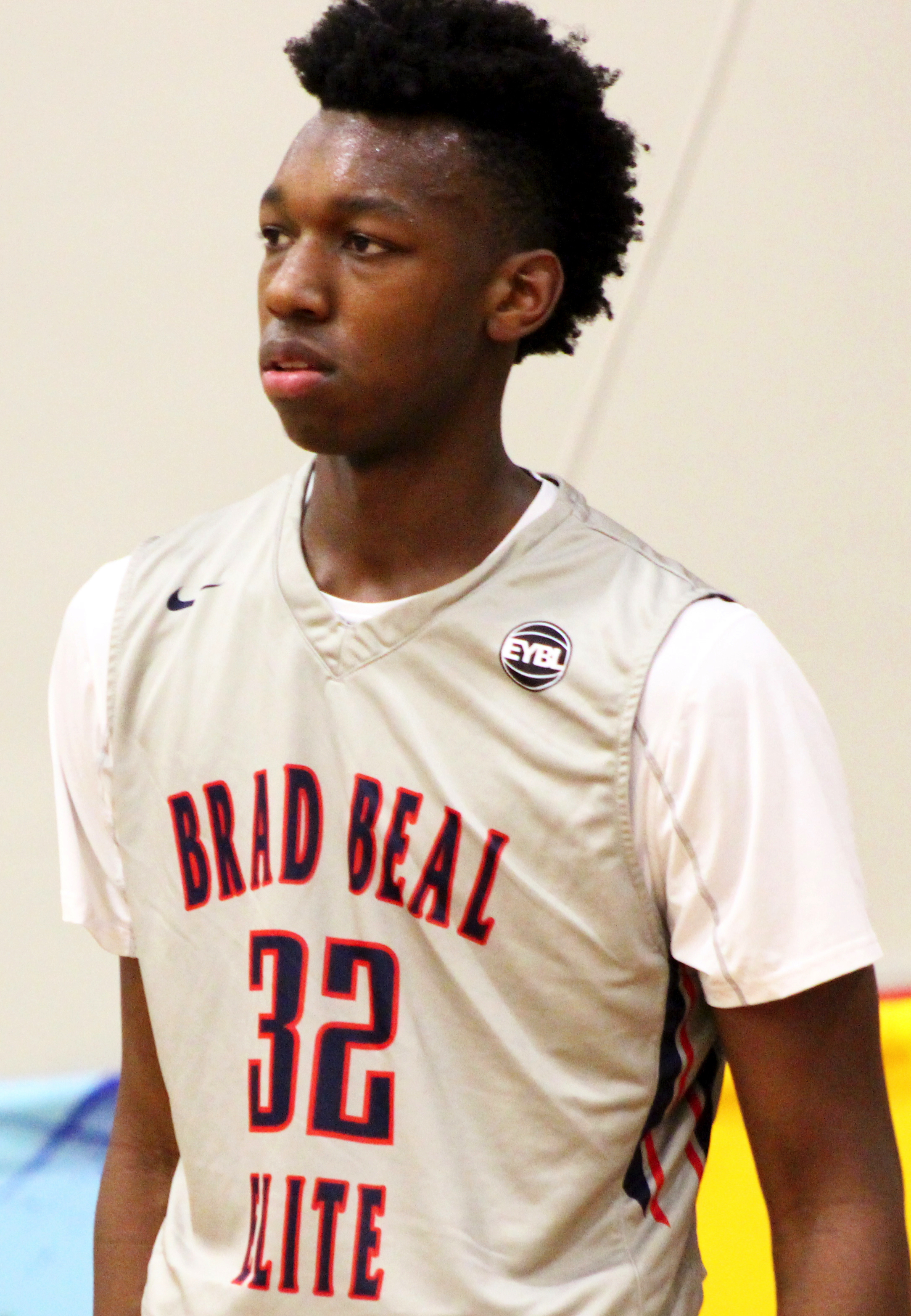
James Wiseman, 2017.

James Monteinez Wiseman, född 31 mars 2001 i Nashville i Tennessee, är en amerikansk professionell basketspelare (C) som spelar för Indiana Pacers i National Basketball Association (NBA). Han har tidigare spelat för Golden State Warriors och Detroit Pistons.
Wiseman var med och vinna NBA-mästerskapet, tillsammans med Golden State Warriors, för säsongen 2021–2022.
Han draftades av Golden State Warriors i första rundan i 2020 års draft som andre spelare totalt.
Innan Wiseman blev proffs studerade han vid University of Memphis och spelade för deras idrottsförening Memphis Tigers.